# Isao Homma
Isao Homma (本間 勲 Homma Isao?), född 19 april 1981 i Niigata prefektur, är en japansk fotbollsspelare.
Homma började sin karriär 2000 i Albirex Niigata. Han spelade 312 ligamatcher för klubben. 2014 flyttade han till Tochigi SC. Han gick tillbaka till Albirex Niigata 2017. Han avslutade karriären 2017.